# Publiusz Korneliusz Scypion
Publiusz Korneliusz Scypion (?  – zm. 211 p.n.e.) – rzymski wódz i mąż stanu, ojciec słynnego Scypiona Afrykańskiego. Walczył nad rzeką Ticinius z armią Hannibala. Poległ w Hiszpanii walcząc niedaleko rzeki Gwadalkiwir z armiami Magona i Hazdrubala, braćmi Barkidy oraz z armią Hazdrubala Giskona. Zginął razem ze swym bratem Gnejuszem, bowiem w decydującym momencie bitwy odstąpiły od nich oddziały Celtyberów.
Jako konsul 218 p.n.e., pierwszego roku II wojny punickiej, udał się z armią morzem, z Pizy do Massilii (ob. Marsylia), z zamiarem powstrzymania marszu Hannibala na Italię. Nie zdążywszy na czas, wrócił do Galii Cisalpińskiej morzem a swoją armię wyprawił do Hiszpanii pod wodzą swego brata, Gnejusza Korneliusza Scypiona Kalwusa, aby związała tam resztę sił kartagińskich. 
W drodze powrotnej do Italii postanowił jak najszybciej doprowadzić do starcia z Hannibalem. W starciu kawalerii nad rzeką Ticinus, prawym dopływem Padu, został pokonany i ciężko ranny. W grudniu tego samego roku wziął udział w kolejnej klęsce armii rzymskiej, tym razem nad Trebią, do której doszło wobec uporu konsula Tyberiusza Semproniusza Longusa, wbrew jego radom.
Mimo niepowodzeń w Italii w roku 218 p.n.e., został wysłany w roku następnym do Hiszpanii, gdzie walczył z powodzeniem, u boku swojego brata, Kalwusa, wzmacniając pozycję Rzymian na Półwyspie Iberyjskim. W 215 p.n.e. wspólnie wzięli udział w zwycięskiej bitwie pod Dertosą (ob. Tortosa) i udaremnili próbę przebicia się Hazdrubala z pomocą do swego brata Hannibala.
W 211 p.n.e. poległ w bitwie nad rzeką Baetis (ob. Gwadalkiwir). W tym samym roku jego brat, Kalwus został zabity pod Ilorci koło Carthago Nova. Szczegóły obu tych wydarzeń nie zostały całkowicie zbadane, ale zdaje się, że do śmierci obu Scypionów doszło wskutek dezercji Celtyberów, którzy przeszli na stronę Hazdrubala Barkasa, brata Hannibala.